# Švedska na Svetovnem prvenstvu v hokeju na ledu 2009
Švedska na Svetovnem prvenstvu v hokeju na ledu 2009 ED, ki je potekalo med 24. aprilom in 10. majem 2009 v švicarskih mestih Bern in Kloten. 

## Postava
- Selektor: Bengt-Åke Gustafsson (pomočnika: Roger Rönnberg in Anders Eldebrink)
- Vratarji: Stefan Liv, Johan Holmqvist, Jonas Gustavsson
- Branilci: Nicklas Grossman, Johan Åkerman, Magnus Johansson, Carl Gunnarsson, Dick Tärnström, Kenny Jönsson (kapetan), Anton Strålman, Tobias Enström
- Napadalci: Tony Mårtensson, Martin Thörnberg, Patrik Berglund, Rickard Wallin, Johan Andersson, Joel Lundqvist, Loui Eriksson, Niklas Persson, Linus Omark, Johan Harju, Marcus Nilson, Kristian Huselius, Mattias Weinhandl

## Tekme

### Skupinski del
| 25. april 2009 | Švedska | 7 – 1 | Avstrija | PostFinance Arena, Bern |

| Poročilo tekme | Poročilo tekme | Poročilo tekme         | Poročilo tekme | Poročilo tekme                                                     |
| -------------- | --- | ---------------------- | -------------- | ------------------------------------------------------------------ |
| Začetek: 20:15 | K. Jönsson 1:37 M. Johansson 11:49 M. Nilson 12:46 M. Weinhandl 41:22 M. Weinhandl 47:00 J. Harju 49:04 L. Eriksson 49:46 | ( 3 – 0, 0 – 1, 4 – 0) | 31:55 M. Oraže | Gledalci: 6.175 Sodnika: Vjačeslav Bulanov Sodnika: Rafail Kadirov |

| 27. april 2009 | Latvija | 3 – 2 (PS) | Švedska | PostFinance Arena, Bern |

| Poročilo tekme | Poročilo tekme                                                  | Poročilo tekme                       | Poročilo tekme                          | Poročilo tekme                                                  |
| -------------- | --------------------------------------------------------------- | ------------------------------------ | --------------------------------------- | --------------------------------------------------------------- |
| Začetek: 20:15 | K. Rēdlihs (PP1) 30:20 L. Dārziņš 39:15 A. Ņiživijs (GWG) 65:00 | ( 0 – 1, 2 – 0, 0 – 1, 0 - 0, 1 - 0) | 15:26 L. Omark 40:44 (PP1) M. Johansson | Gledalci: 4.421 Sodnika: Vladimir Baluska Sodnika: Brent Reiber |

| 29. april 2009 | Švedska | 6 – 5 (OT) | ZDA | PostFinance Arena, Bern |

| Poročilo tekme | Poročilo tekme | Poročilo tekme                | Poročilo tekme                                                                                    | Poročilo tekme                                           |
| -------------- | --- | ----------------------------- | ------------------------------------------------------------------------------------------------- | -------------------------------------------------------- |
| Začetek: 20:15 | M. Weinhandl (PP1) 25:07 M. Nilson 26:42 M. Johansson 48:46 N. Persson (SH1) 52:45 M. Weinhandl 56:19 D. Tärnström 61:59 | ( 0 – 1, 2 – 2, 3 – 2, 1 - 0) | 14:11 P. O'Sullivan 29:58 (PP2) J. Liles 37:26 (PP2) R. Shannon 44:06 R. Shannon 48:20 J. Johnson | Gledalci: 9.876 Sodnika: Peter Orszag Sodnika: Jyri Rönn |

### Kvalifikacijski krog
| 30. april 2009 | Rusija | 6 – 5 (OT) | Švedska | PostFinance Arena, Bern |

| Poročilo tekme | Poročilo tekme | Poročilo tekme                | Poročilo tekme                                                                         | Poročilo tekme                                               |
| -------------- | --- | ----------------------------- | -------------------------------------------------------------------------------------- | ------------------------------------------------------------ |
| Začetek: 16:15 | I. Nikulin (PP1) 11:56 O. Saprikin 14:10 D. Kalinin 27:16 S. Mozjakin 50:07 V. Proškin (PP1) 57:38 D. Kalinin 64:04 | ( 2 – 2, 1 – 1, 2 – 2, 1 - 0) | 02:53 R. Wallin 18:15 A. Strålman 23:27 N. Persson 49:45 K. Huselius 58:46 K. Huselius | Gledalci: 7.465 Sodnika: Danny Kurmann Sodnika: Brent Reiber |

| 3. maj 2009 | Švica | 1 – 4 | Švedska | PostFinance Arena, Bern |

| Poročilo tekme | Poročilo tekme      | Poročilo tekme         | Poročilo tekme                                                        | Poročilo tekme                                          |
| -------------- | ------------------- | ---------------------- | --------------------------------------------------------------------- | ------------------------------------------------------- |
| Začetek: 16:15 | R. Lemm (PP1) 56:44 | ( 0 – 1, 0 – 1, 1 – 2) | 05:47 J. Oduya 24:59 (PP1) J. Harju 46:41 L. Omark 55:06 J. Andersson | Gledalci: 11.327 Sodnika: Ole Hansen Sodnika: Jyri Rönn |

| 4. maj 2009 | Švedska | 6 – 3 | Francija | PostFinance Arena, Bern |

| Poročilo tekme | Poročilo tekme | Poročilo tekme         | Poročilo tekme                                                   | Poročilo tekme                                                      |
| -------------- | --- | ---------------------- | ---------------------------------------------------------------- | ------------------------------------------------------------------- |
| Začetek: 16:15 | K. Huselius 01:33 M. Nilson 04:26 D. Tärnström (PP1) 05:56 C. Gunnarsson (PP1) 21:28 J. Oduya 30:55 K. Jönsson (PP1) 45:40 | ( 3 – 0, 2 – 3, 1 – 0) | 23:21 A. Lussier 29:25 (PP1) P. Bellemare 36:41 (PP1) S. Treille | Gledalci: 5.051 Sodnika: Vladimir Baluska Sodnika: Vladimir Sindler |

### Četrtfinale
| 7. maj 2009 | Švedska | 3 – 1 | Češka | PostFinance Arena, Bern |

| Poročilo tekme | Poročilo tekme                                                     | Poročilo tekme         | Poročilo tekme         | Poročilo tekme                                               |
| -------------- | ------------------------------------------------------------------ | ---------------------- | ---------------------- | ------------------------------------------------------------ |
| Začetek: 20:15 | M. Weinhandl (PP2) 23:53 D. Tärnström (PP1) 38:49 K. Jönsson 57:46 | ( 0 – 0, 2 – 0, 1 – 1) | 48:48 (SH2) P. Čajánek | Gledalci: 10.415 Sodnika: Rick Looker Sodnika: Thomas Sterns |

### Polfinale
| 8. maj 2009 | Kanada | 3 – 1 | Švedska | PostFinance Arena, Bern |

| Poročilo tekme | Poročilo tekme                                   | Poročilo tekme         | Poročilo tekme    | Poročilo tekme                                                     |
| -------------- | ------------------------------------------------ | ---------------------- | ----------------- | ------------------------------------------------------------------ |
| Začetek: 20:15 | D. Roy 06:51 S. Horcoff 29:53 D. Roy (PP1) 30:38 | ( 1 – 0, 2 – 0, 0 – 1) | 46:14 L. Eriksson | Gledalci: 11.477 Sodnika: Vjačeslav Bulanov Sodnika: Danny Kurmann |

### Tekma za bronasto medaljo
| 10. maj 2009 | Švedska | 4 – 2 | ZDA | PostFinance Arena, Bern |

| Poročilo tekme | Poročilo tekme                                                                                        | Poročilo tekme         | Poročilo tekme                           | Poročilo tekme                                                 |
| -------------- | --- | ---------------------- | ---------------------------------------- | -------------------------------------------------------------- |
| Začetek: 16:00 | L. Eriksson (PP1) 33:24 T. Mårtensson (PP2) 35:57 C. Gunnarsson (PP1) 49:00 J. Oduya (PP2) 59:59 (EN) | ( 0 – 0, 2 – 1, 2 – 1) | 25:14 (PP1) J. Johnson 42:15 J. Pavelski | Gledalci: 11.249 Sodnika: Rafail Kadirov Sodnika: Brent Reiber |

## Seznam reprezentantov s statistiko

### Vratarji
| #  | Igralec          | OT | OMIN | PG | PGT  | KM | PPPG | PSHG |
| 1  | Stefan Liv       | 8  | 185  | 8  | 2,59 | 2  | 4    | 0    |
| 30 | Johan Holmqvist  | 5  | 88   | 4  | 2,73 | 0  | 1    | 0    |
| 50 | Jonas Gustavsson | 6  | 276  | 13 | 2,83 | 0  | 5    | 1    |
| -- | ---------------- | -- | ---- | -- | ---- | -- | ---- | ---- |

### Drsalci
| #  | Igralec           | OT | DG | DA | TOČ | DGT  | DAT  | DPPG | DPPGT | DSHG | DSHGT | KM |
| 2  | Nicklas Grossman  | 9  | 0  | 1  | 1   | 0    | 0,11 | 0    | 0     | 0    | 0     | 4  |
| 4  | Johan Åkerman     | 9  | 0  | 1  | 1   | 0    | 0,11 | 0    | 0     | 0    | 0     | 6  |
| 6  | Magnus Johansson  | 9  | 3  | 5  | 8   | 0,33 | 0,55 | 1    | 0,11  | 0    | 0     | 6  |
| 7  | Johnny Oduya      | 5  | 3  | 1  | 4   | 0,6  | 0,2  | 1    | 0,2   | 0    | 0     | 2  |
| 9  | Tony Mårtensson   | 9  | 1  | 9  | 10  | 0,11 | 1    | 1    | 0,11  | 0    | 0     | 8  |
| 10 | Martin Thörnberg  | 9  | 0  | 3  | 3   | 0    | 0,33 | 0    | 0     | 0    | 0     | 2  |
| 11 | Carl Gunnarsson   | 6  | 2  | 0  | 2   | 0,33 | 0    | 2    | 0,33  | 0    | 0     | 4  |
| 14 | Patrik Berglund   | 7  | 0  | 1  | 1   | 0    | 0,14 | 0    | 0     | 0    | 0     | 0  |
| 15 | Rickard Wallin    | 9  | 1  | 0  | 1   | 0,11 | 0    | 0    | 0     | 0    | 0     | 8  |
| 16 | Johan Andersson   | 9  | 1  | 1  | 2   | 0,11 | 0,11 | 0    | 0     | 0    | 0     | 6  |
| 20 | Joel Lundqvist    | 1  | 0  | 0  | 0   | 0    | 0    | 0    | 0     | 0    | 0     | 0  |
| 21 | Loui Eriksson     | 9  | 3  | 4  | 7   | 0,33 | 0,44 | 1    | 0,11  | 0    | 0     | 0  |
| 22 | Niklas Persson    | 9  | 2  | 4  | 6   | 0,22 | 0,44 | 0    | 0     | 1    | 0,11  | 4  |
| 23 | Linus Omark       | 9  | 2  | 8  | 10  | 0,22 | 0,88 | 0    | 0     | 0    | 0     | 14 |
| 24 | Johan Harju       | 9  | 2  | 2  | 4   | 0,22 | 0,22 | 1    | 0,11  | 0    | 0     | 4  |
| 26 | Marcus Nilson     | 9  | 3  | 3  | 6   | 0,33 | 0,33 | 0    | 0     | 0    | 0     | 6  |
| 28 | Dick Tärnström    | 8  | 2  | 1  | 3   | 0,25 | 0,13 | 2    | 0,25  | 0    | 0     | 16 |
| 29 | Kenny Jönsson     | 9  | 3  | 4  | 7   | 0,33 | 0,44 | 1    | 0,11  | 0    | 0     | 2  |
| 36 | Anton Strålman    | 7  | 1  | 4  | 5   | 0,14 | 0,57 | 0    | 0     | 0    | 0     | 6  |
| 39 | Tobias Enström    | 2  | 0  | 0  | 0   | 0    | 0    | 0    | 0     | 0    | 0     | 0  |
| 60 | Kristian Huselius | 8  | 4  | 3  | 7   | 0,5  | 0,38 | 0    | 0     | 0    | 0     | 6  |
| 80 | Mattias Weinhandl | 9  | 5  | 7  | 12  | 0,55 | 0,77 | 2    | 0,22  | 0    | 0     | 8  |
| -- | ----------------- | -- | -- | -- | --- | ---- | ---- | ---- | ----- | ---- | ----- | -- |